# Миленијумска звезда
Миленијумска звезда је дијамант тежак 40,608 грама, односно 203,04 карата. Он је највећи светски дијамант високе Д чистоће. Поред своје беспрекорне чистоће, дијамант је препознатљив и по свом крушкастом облику.